# ジェレマイア・ダイソン

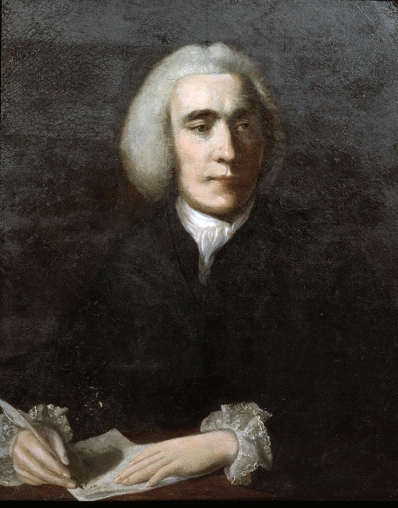
ジョシュア・レノルズによる肖像画、1760年頃。

ジェレマイア・ダイソン（英語: Jeremiah Dyson PC、1722年 – 1776年9月16日）は、グレートブリテン王国の公務員、政治家。庶民院書記官を務めた後、政治家に転身して庶民院議員を務めた。

## 生涯

### エイケンサイドとの友情
ジェレマイア・ダイソン（Jeremiah Dyson、1730年没）の息子として、1722年頃に生まれた。父は（ホレス・ウォルポールによると）仕立屋だったが、多額の遺産を残したという。早くから極端なホイッグ主義の傾向を示し、1740年にリンカーン法曹院に入学し、エディンバラ大学に2年間通った後1742年10月4日にライデン大学に入学して民法学を学んだ。1744年にライデンでマーク・エイケンサイド（後に詩人になるが、このときはまだ医学を学んでいた。2人は以前エディンバラで知り合った）と再会して、一緒に住んだのちロンドンに戻った。1744年にウィリアム・ウォーバートンがエイケンサイドの作品『想像の喜び』を批判すると、ダイソンがウォーバートンへの公開書簡を発表して反撃した、という逸話もある。
ダイソンは1746年にリンカーン法曹院で弁護士資格免許を得て、庶民院で下級書記官（subaltern clerk）として就職した。エイケンサイドは短期間ノーサンプトンに住んだ後ハムステッドに移り、ダイソンもハムステッド近郊で邸宅を購入した。2人は物腰も風格も全く異なり、共通点と言えば自由主義支持ぐらいだったが、仲はかなり良好であり、エイケンサイドが開業に失敗するとダイソンはブルームズベリー・スクエアにある小さな家屋を贈与したばかりか、エイケンサイドが自分で生計を立てられるまで300ポンドの年金を与えたほどだった。エイケンサイドは1767年12月付の遺言状で遺産をダイソンに与え、1770年6月に死去した。

### 庶民院書記官から政界入り
1748年2月10日に庶民院議長アーサー・オンズローが庶民院書記官ニコラス・ハーディングの引退を発表すると、ダイソンは6,000ポンドで庶民院書記官の官職を購入、5日後にダイソンの任命が発表された。一官職に6,000ポンドを支払うのは大金だったが、庶民院書記官には書記官補佐など下級書記官の任命権があったため、それらの官職を売却することでいくらか金が返ってくるという仕組みであり（例えば、書記官補佐（clerk assistant）は3,000ポンドで売れるとされた）、当時はすでに慣例となっていた。しかし、ダイソンはこの慣例を批判し、金銭上の考慮を一切せずに能力に基づき下級書記官を登用した。書記官補佐にはジョン・ハットセルが任命され、ハットセルは謝意として、後年に出版した『議会特権判例集』（A Collection of Cases of Privilege of Parliament、1776年）をダイソンに献呈した。
ダイソン在任中の特筆すべき事柄としては、1751年に私法案（private bill）の手数料に関する覚書を出し、手数料の計算法を制度化したほか、ウェストミンスター宮殿の敷地内に庶民院書記官の官邸を設けようとしたことが挙げられる。
1760年にジョージ3世が即位すると、ダイソンとエイケンサイドは揃ってトーリー党に転向し、ダイソンに至っては1762年8月に政界入りを準備して庶民院書記官を辞任、12月にワイト島のヤーマス選挙区で行われた補欠選挙に立候補して当選した。庶民院書記官の辞任にあたって、就任時の官僚任命と同じく売官を拒否、以降それが慣例となった。
1761年10月13日から11月25日までの短期間に王璽尚書委員会の委員を務めた。

### 政治家として
庶民院書記官の辞任に先立つ1762年5月29日、首相ビュート伯爵により財務省秘書官（secretary to Treasury）に任命された。ダイソンの財務省秘書官としての評価は高く、ホレス・ウォルポールからは仕事が「速く、抜け目のない」と、ジョージ・グレンヴィルからは議事録の正確さを称えられた。議会でも庶民院日誌を暗記したという冗談があったほど議事手続きの権威としてみられ、ジェームズ・ハリス、チャールズ・ヨークらがダイソンの議事手続きに関する知識を称賛した。一方で議会で意見をさしはさむ頻繁さは皮肉の対象にもされ、1769年1月にはアイザック・バレーがアイザック・ビッカースタッフの喜劇『南京錠』の登場人物に因んで、ダイソンにマンゴ（Mungo）というあだ名をつけた。
1764年4月に下級商務卿（Lord of Trade）に転じ、1765年に成立した第1次ロッキンガム侯爵内閣では野党に転じて1765年印紙法の撤廃に反対した。さらに議事規則を利用して内閣を妨害すると、首相ロッキンガム侯爵から釈明を求められ、2人が1766年6月5日に話し合った末ロッキンガム侯爵は国王ジョージ3世に手紙を書き、ダイソンの解任を求めた。しかし、ジョージ3世は大法官ノーティントン伯爵の「内閣を延命させたい場合のみダイソンを解任すべき」という助言を容れて、ダイソンを留任させた。続くチャタム伯爵内閣においても首相チャタム伯爵がダイソンを解任しようとしたが、今度は第一商務卿ヒルズバラ伯爵の説得により思いとどまった。ダイソンは最終的には1768年1月20日に下級商務卿を離任したが、グラフトン公爵内閣が成立した後の12月31日に下級大蔵卿（Lord of Treasury）に就任した。
ジョン・ウィルクスの議員就任をめぐっては首相グラフトン公爵から頼りにされて論文を書き、（ジョージ3世の評価するところでは）ウィルクスの「庶民院追放を最も有効で適切に行う方法」を記述した。ウィルクスの議席をめぐるミドルセックス選挙区の補選は1769年2月、3月、4月の三度にわたって行われたが、ダイソンは1回目の補選直後に「ウィルクスが大多数の得票を得るものの、20票しかない別の候補の当選が宣言される」と予想し、票数を除いて的中することとなった（4月の補選ではウィルクスが1,143票、当選を宣告されたヘンリー・ローズ・ラットレルが296票だった）。

### 晩年
グラフトン公爵はダイソンに何らかの褒賞が必要だと考え、1770年1月に辞任する直前にアイルランド財務省から資金を拠出させてダイソンに1,000ポンドに与えた。しかし、庶民院議員であるノース卿フレデリック・ノースが首相に就任するとダイソンの影響力が低減し、1771年10月に重病を患った後は完全には回復せず議会での演説がめっきりと減った。ノース内閣期には政府の対米州植民地政策を支持した。
1774年3月に下級大蔵卿を離任し、直後に実入りの多い王室会計長官に任命され、枢密顧問官にも任命された。1774年イギリス総選挙ではホーシャム選挙区で当選するものの、以降議会で役割を持つことはなくなり、1776年9月16日に54歳で死去した。

## 家族
1756年6月、ドロシー・ダイソン（Dorothy Dyson、1735年頃 – 1769年12月16日、イーリー・ダイソンの娘）と結婚、3男4女をもうけ、うち3人が夭折した。
- ジェレマイア（1776年以降没） - 父の遺産を継承